# المرسوم الأنطوني

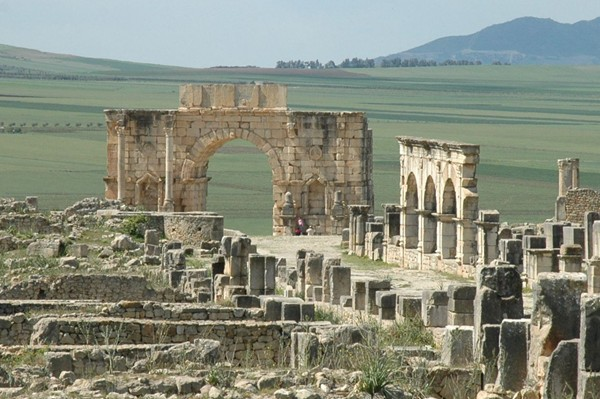

المرسوم الانطوني Constitutio Antoniniana هو مرسوم اصدره الإمبراطور ماركوس أوريليوس سيفيروس أنطونينوس ، المعروف بكراكلا، دخل حيز الفعل اعتبارًا من الحادي عشر من حزيران/ يوليو 212 م، ومنح الحاكم بموجبه الجنسية الرومية لجميع السكان الأحرار في الإمبراطورية الرومية. وحجبت عن مجموعة واحدة فقط، هي الديديتشي dediticii . جزء من النص محفوظ على ورق بردي محفوظ في غيسن.